# Edward Gierek
Edward Gierek (Zagórze, 6 gennaio 1913 – Cieszyn, 29 luglio 2001) è stato un politico polacco.

## Biografia

### L'infanzia
Gierek nacque a Zagórze, nei pressi di Sosnowiec nel 1913. Dopo la morte prematura del padre, quando lui non aveva che quattro anni, la madre, sposatasi nuovamente, si trasferì in Francia dove Gierek visse per alcuni anni.

### La giovinezza
Si iscrisse al Partito Comunista Francese nel 1931 e dopo il servizio militare, nel 1934 lavorò in Francia in una miniera di carbone. Fu partigiano nel Belgio, dove era iscritto al Partito comunista, e poi tornò in Polonia dopo la seconda guerra mondiale, nel 1948.

### La carriera politica
Dal 1957 Gierek fu membro dell'Assemblea nazionale polacca. Successivamente, a seguito delle proteste popolari del 1970, divenne primo segretario del Partito Operaio Unificato (PZPR) e apportò modifiche importanti per l'economia polacca. Tuttavia le manifestazioni continuarono ad infuriare e, nonostante Gierek avesse rappresentato un'innovazione per l'economia che grazie alla sua riforma era diventata più liberale, fu costretto a presentare le sue dimissioni come segretario nel 1980. Nel 1981 dovette anche ritirarsi dal PZPR che lui stesso aveva unificato molti anni prima. Si può infatti dire che Gierek, come del resto aveva fatto il suo predecessore Władysław Gomułka, tentò senza successo di dare una svolta alla nazione polacca che, falliti i suoi obiettivi, lo costrinse a dimettersi.

## L'incontro con Giovanni Paolo II
Il 1º dicembre 1977 il papa Paolo VI ricevette in Vaticano Edward Gierek e durante l'incontro il pontefice parlò del cristianesimo in Polonia e concluse il suo colloquio benedicendo la nazione che, nella prosperità e felicità, non avrebbe dovuto dimenticare la fedeltà alle sue antiche tradizioni.
Successivamente, il 2 giugno 1979, Gierek incontrò a Varsavia papa Giovanni Paolo II, nel suo primo viaggio dopo l'elezione papale, accogliendolo con tutti gli onori.
Il papa parlò della situazione del cristianesimo in Polonia, della difesa dei valori morali, della famiglia e dei giovani, e dei rapporti tra la Chiesa e lo stato polacco, ribadendo il suo grande amore per la Polonia.
Questa visita mise fortemente in imbarazzo il regime polacco, e diede inizio alla crisi che porterà poi alla sua caduta.